# Trofeu Alcide De Gasperi
El Trofeu Alcide De Gasperi és una competició ciclista d'un dia que es disputa entre Bassano del Grappa (Vèneto) i Trento (Trentino - Alto Adige). La primera edició data del 1955 i es creà en record del polític Alcide De Gasperi, originari de la zona. Va ser amateur fins al 2004, i l'any següent va entrar a formar part del calendari de l'UCI Europa Tour. El 2016 va tornar al calendari nacional, per tornar a l'UCI Europa Tour l'any següent.

## Palmarès

### Fins al 1998
| - 1955: Marino Fontana - 1955: Marcello Zampredi - 1957: Nunzio Pellicciari - 1958: Avis Molinari - 1959: Rino Luise - 1960: Luigi Zanchetta - 1961: Enzo Moser - 1962: Silvano Consolati - 1963: Lauro Grazioli - 1964: Aldo Balasso - 1965: Mino Denti - 1966: Davide Boifava - 1967: Romano Tumellero - 1968: Flavio Martini - 1969: Vittorio Cumino | - 1970: Ermenegildo Da Re - 1971: Giovanni Varini - 1972: Giancarlo Foresti - 1973: Giampaolo Flamini - 1974: Glauco Santoni - 1975: Pierluigi Fabbri - 1976: Gabriele Landoni - 1977: Claudio Corti - 1978: Giorgio Zanotti - 1979: Guy Nulens - 1980: Walter Magnago - 1981: Antonio Leali - 1982: Giovanni Viere - 1983: Walter Magnago - 1984: Domenico Cavallo | - 1985: Primož Čerin - 1986: Moravio Pianegonda - 1987: Helmut Wechselberger - 1988: Luigi Bielli - 1989: Franco Rossato - 1990: Mirko Gualdi - 1991: Gilberto Simoni - 1992: Davide Rebellin - 1993: Marco Foligno - 1994: Flavio Milan - 1995: Paolo Savoldelli - 1996: Davide Montanari - 1997: Matteo Panzeri - 1998: Denis Miorin |

### A partir del 1999
| Any  | Vencedor            | Segon                | Tercer               |
| ---- | ------------------- | -------------------- | -------------------- |
| 1999 | Volodímir Hústov    | Fabio Bulgarelli     | Graziano Gasparre    |
| 2000 | Dimitri Gaynitdinov | Franco Pellizotti    | Gianpaolo Cheula     |
| 2001 | Mario Pafundi       | Iaroslav Popòvitx    | Ruslan Gryschenko    |
| 2002 | Andrea Sanvido      | Vladímir Gússev      | Paolo Longo Borghini |
| 2003 | Emanuele Sella      | Aleksandr Baženov    | Denís Kostiuk        |
| 2004 | Daniele Colli       | Elia Rigotto         | Andriy Pryshchepa    |
| 2005 | Devid Garbelli      | Marco Bandiera       | Luca Gasparini       |
| 2006 | Matthew Lloyd       | Aleksandr Filipov    | Davide Malacarne     |
| 2007 | Jacopo Guarnieri    | Manuel Belletti      | Cristiano Fumagalli  |
| 2008 | Jarosław Marycz     | Simon Clarke         | Pavel Kochetkov      |
| 2009 | Pavel Kochetkov     | Manuele Boaro        | Iegor Silin          |
| 2010 | Sonny Colbrelli     | Matteo Trentin       | Marco Canola         |
| 2011 | Matteo Trentin      | Moreno Moser         | Alberto Cecchin      |
| 2012 | Enrico Barbin       | Rohan Dennis         | Davide Villella      |
| 2013 | Damien Howson       | Gianluca Leonardi    | Gianluca Milani      |
| 2014 | Michele Gazzara     | Ilia Koshevoy        | Paolo Brundo         |
| 2015 | Alberto Cecchin     | Lorenzo Rota         | Davide Ballerini     |
| 2016 | Filippo Rocchetti   | Fausto Masnada       | Andrea Marchi        |
| 2017 | Andrea Toniatti     | Alexandr Riabushenko | Nicolò Rocchi        |
| 2018 | Simone Ravanelli    | Stefan de Bod        | Andrea Pietrobon     |
| 2019 | Ben Hill            | Marco Frigo          | Connor Brown         |
| 2020 | suspesa             | suspesa              | suspesa              |
| 2021 | Riccardo Lucca      | Riccardo Verza       | Jon Knolle           |
| 2022 | Pierre-Pascal Keup  | Luca Van Boven       | Anders Foldager      |
| 2023 | Davide De Pretto    | Sergio Meris         | Michael Belleri      |
| 2024 | anul·lada           | anul·lada            | anul·lada            |
| 2025 | Kyrylo Tsarenko     | Lennart Jasch        | Luca Cretti          |